# Porsche-Diesel Junior 109 G
 (février 2025).
Si vous disposez d'ouvrages ou d'articles de référence ou si vous connaissez des sites web de qualité traitant du thème abordé ici, merci de compléter l'article en donnant les références utiles à sa vérifiabilité et en les liant à la section « Notes et références ».

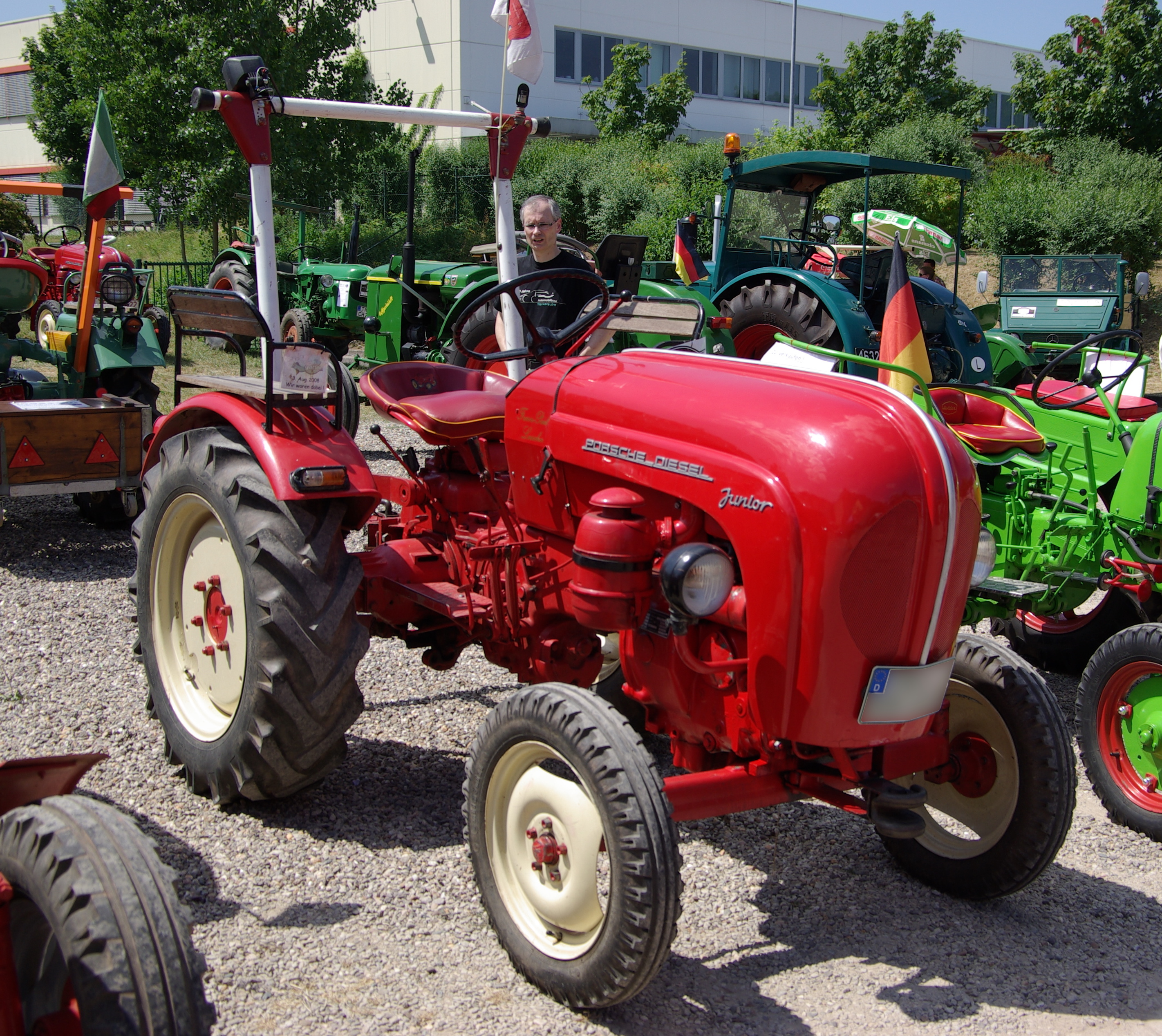
Porsche-Diesel Junior 109

Le Porsche-Diesel Junior 109 G est un tracteur fabriqué par Porsche-Diesel Motorenbau GmbH, basé à Friedrichshafen sur le lac de Constance et qui a produit 2 500 unités du Porsche-Diesel 109 G de 1961 à 1963.
En 1963, Porsche vend sa production de tracteurs à Renault. La même année, la production du Junior 109 G a été arrêtée. Le Junior 109 G était caractérisé par un moteur Diesel monocylindre d’une cylindrée de 875 cm³ et d’une puissance de 11 kW. La vitesse maximale du tracteur était de 19,9 km/h. De plus, le Porsche-Diesel Junior 109 G disposait de 6 vitesses avant et de 2 vitesses arrière. Cela lui permettait de s’adapter aux conditions du terrain à tout moment. De plus, le Junior 109 G était doté d’un frein de direction, destiné à contribuer à un meilleur contrôle du tracteur. Les dimensions du tracteur étaient de 2 560 x 1 490 x 1 500 mm et son poids à vide était d’environ 875 kg. La largeur de voie du Junior 109 G était de 1 500 mm à l’arrière et de 1 160 mm à l’avant. L’empattement du Junior 109 G était de 1 544 mm.